# 프레디의 피자가게 (영화)
《프레디의 피자가게》(영어: Five Nights at Freddy's)는 2023년 개봉한 미국의 초자연 공포 영화이다. 에마 태미가 감독과 공동 각본을 맡았으며, 스콧 코슨의 동명 게임 시리즈를 실사화한 작품이다.

## 줄거리
"환상적이고 즐거움이 가득한 프레디의 피자가게로 놀러오세요!"
아이들이 실종된 후 폐업한지 오래된 피자가게에서 마이크는 야간 경비원 일을 맡게 되었다. 야심한 밤, 가게에서 마스코트인 프레디와 친구들인 애니매트로닉스가 움직이기 시작한다!
밤이 되었습니다. 마스코트들은 고개를 들어주세요.
과연 마이크는 그들로부터 살아남을 수 있을 것인가?

## 등장

### 애니매트로닉스
- 프레디 파즈베어
- 토끼 보니
- 닭 치카
- 컵케이크
- 해적 폭시
- 골든 프레디
- 스프링 보니
- 벌룬 보이
- 토이 치카 - 인형으로만 등장
- 토이 보니 - 인형으로만 등장

### 사람
- 마이크 슈밋 - 조시 허처슨 분
  - 어린 마이크 - 와이엇 파커 분
- 스티브 래글런, 직업 상담사 - 매슈 릴러드 분
- 애비 슈밋, 여동생 - 파이퍼 루비오 분
- 버네사 셸리, 경찰관 - 엘리자베스 레일 분
- 제인, 애비의 양육수당을 노리는 숙모 - 메리 스튜어트 매스터슨 분
- 맥스, 애비의 애보개 - 캣 코너 스털링 분
- 칼 - 조지프 폴리퀸 분
- 실종된 아이들
  - 조피엘 러브 분
  - 데이비드 휴스턴 도티 분
  - 리엄 헨드릭스 분
  - 그랜트 필리 분
  - 애셔 콜턴 스펜스 분
- 개릿, 실종된 남동생 - 루커스 그랜트 분
- 행크 - 크리스천 스토크스 분
- 제러마이아, 마이크의 전 직장 동료 - 시오더스 크레인 분
- 마이크의 어머니 - 제시카 블랙모어 분
- 마이크의 아버지 - 개릿 하인스 분
- 웨이터 - 맷팻 분

## 같이 보기
- 비디오 게임을 원작으로 한 영화 목록